# Neutraubling
Neutraubling je město v německé spolkové zemi Bavorsko, v zemském okrese Řezno ve vládním obvodu Horní Falc.
Žije zde přibližně 15 tisíc obyvatel.

## Poloha
Sousední obce jsou: Barbing, Mintraching, Obertraubling, Řezno (Regensburg)